# Улица Покрышкина (Москва)
Улица Покры́шкина — улица в Западном административном округе города Москвы на территории района Тропарёво-Никулино. Расположена между проспектом Вернадского и Никулинской улицей, которая является её продолжением. Пересекает Рузскую улицу, слева примыкает улица Академика Анохина, справа — участок Боровского шоссе.
Нумерация домов ведётся от проспекта Вернадского .

## Происхождение названия
Названа в 1986 году в честь А. И. Покрышкина.
В советское время по улице практически не числилось жилых домов, поэтому мемориальная доска была установлена на здании торгового центра (дом № 5). Она была снята в 2000-х при реконструкции фасада и заменена на новую мраморную доску с аналогичным текстом.

## История
Улица возникла в начале 1980-х годов при застройке района Никулино и некоторое время оставалась без названия. С 1988 года вместе с Никулинской улицей составляет одну магистраль, связывающую проспекты Вернадского и Мичуринский.

## Здания и сооружения
По нечётной стороне:
- № 5 — универсам «Никулино»
- № 9 — жилой дом
- № 11 — жилой дом

По чётной стороне:
№ 4 – муниципальный торговый центр  «Звёздочка»
- № 8 — жилой комплекс «Академия Люкс»[2]
- Российская академия народного хозяйства и государственной службы при Президенте Российской Федерации (№ 84 по проспекту Вернадского).

## Транспорт
В начале улицы находится станция метро Юго-Западная. По улице проходят автобусы м16, 226, 261, 329, 330, 461 (областной), 485, 520, 610, 630, 688, 699, 718, 752, 785к, с17, н11; автобус 250 — от проспекта Вернадского до Тропарёвской улицы, обратно от улицы Академика Анохина до проспекта Вернадского; автобус 667 — от проспекта Вернадского до улицы Академика Анохина, а также от Тропарёвской улицы до Никулинской улицы.